# تقارب معايير المحاسبة

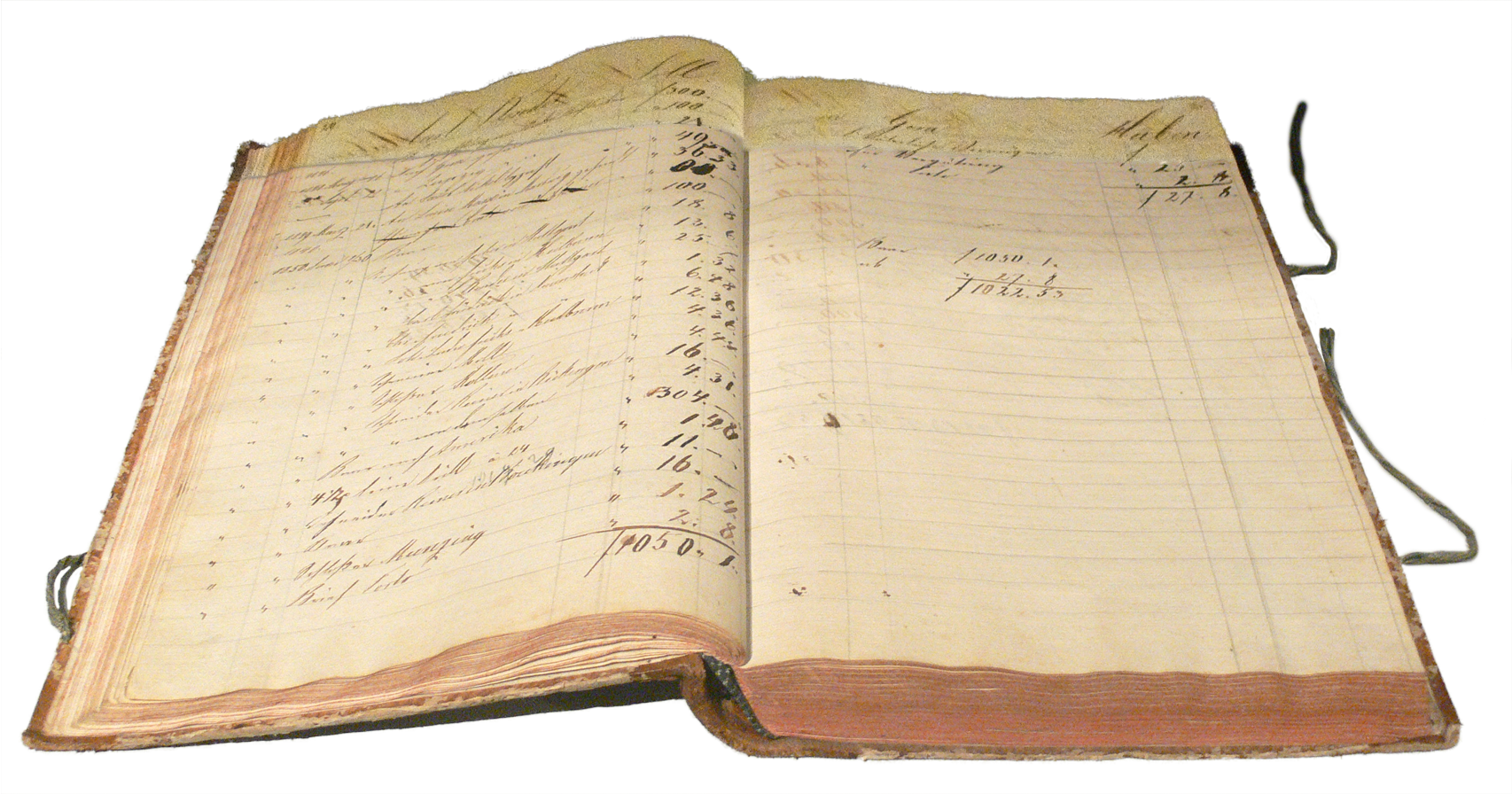

يشير تقارب معايير المحاسبة إلى السعي لإنشاء مجموعة واحدة من معايير المحاسبة لتستخدم عالمياً. كان يحدث التقارب بشكل ما لعدة عقود، وتشمل الجهود اليوم مشاريع تهدف لتقليل الاختلافات بين معايير المحاسبة.
يوجَّه التقارب حسب عدة عوامل، بما فيها الاعتقاد بأنّ وجود مجموعة واحدة من متطلبات المحاسبة ستزيد من  قابلية مقارنة الكيانات المختلفة لأرقام المحاسبة، والتي ستساهم في تدفّق الاستثمار العالمي وتجلب المنفعة لمختلف أصحاب المصلحة. تشمل انتقادات التقارب كلفته وسرعته، وفكرة أنّ الصِّلة بين التقارب وقابلية المقارنة قد لا تكون قويةً.

## لمحة عامة
يشير التقارب العالمي لمعايير المحاسبة إلى هدف إنشاء مجموعة واحدة من معايير المحاسبة عالية الجودة لتستخدم عالمياً، وإلى جهود واضعي المعايير نحو تحقيق هذا الهدف. يُنفَّذ التقارب في بلدان مختلفة، وأقرت أكثر من 100 دولة التزامات عامة لدعم التقارب حسب معايير إعداد التقارير المالية العالمي. تشمل الجهود المبذولة في سبيل التقارب المشاريع الهادفة لتحسين معايير المحاسبة ذات الصلة، وتلك التي تهدف إلى تقليل الاختلافات بينها. 

### الاتحاد الأوروبي
في الاتحاد الأوروبي، أقرّ البرلمان الأوروبي نظاماً في يوليو 2002 يطالب الشركات المُدرجة في البورصات (سوق الأوراق المالية) والقائمة في الاتحاد الأوروبي لإعداد تصريحاتها المالية الموحدة بشكل يتوافق مع معايير إعداد التقارير المالية الدولية لعام 2005. سُمِح لدول الاتحاد الأوروبي باعتماد معايير إعداد التقارير الدولي اختيارياً للشركات الغير مرخّصة وللبيانات المالية للشركات القابضة غير الموحدة، وسُمح لهم بالقيام بعدة استثناءات في تبنّي معايير إعداد التقارير الدولي في عام 2005، كالشركات التي كانت أوراقها المالية (سندات) المدرجة فقط هي سندات دين.

### المملكة المتحدة
في المملكة المتحدة، بدأ اعتماد معايير إعداد التقارير المالية العالمي في عام 2005؛ وفي عام 2011، يتوجّب على الشركات العامة استخدام معايير إعداد التقارير المالية الدولي في حساباتهم الموحدة. ومسموح أيضاً للشركات الأخرى استخدام هذه المعايير، لكن معظمهم اختاروا عدم القيام بذلك، واستمروا باستخدام معايير المحاسبة الخاصة بالمملكة المتحدة التي وضِعت قبل مدة طويلة من عام 2005. يُسمح للشركات الصغيرة بموجب قانون الشركات في المملكة المتحدة باستخدام  ما يعرف بمعيار التقارير المالية للكيانات الأصغر (FRSSE).
للكيانات ذات الأحجام الوسطى والتي لا تعتبر شركات عامة، اقترح مجلس معايير المحاسبة استبدال أساسيات المحاسبة المتفقة عموماً  للمملكة المتحدة (UK GAAP) بمعيار إعداد التقارير المالي للكيانات متوسطة الحجم (FRSME)، والذي يرتكز على معايير إعداد التقارير المالية الدولي للكيانات المتوسطة والصغيرة.

### الولايات المتحدة
في الولايات المتحدة، يعمل مجلس معايير المحاسبة المالية (إف إيه إس بي) بالتعاون مع مجلس معايير المحاسبة العالمي (آي إيه إس بي) لتقليل أو إزالة الفروقات بين أساسيات المحاسبة المتفقة عموماً للولايات المتحدة (US GAAP) ومعايير المحاسبة المالية العالمية، وبشكل خاص وفقاً لبرنامج التقارب الموضوع من قبل مذكرة التفاهم لعام 2006، والذي حُدِّث عام 2008.
تشمل البرامج قصيرة الأمد الموجهة للتقارب بين أساسيات المحاسبة المتفقة عموماً للولايات المتحدة ومعايير المحاسبة المالية العالمية تعديل أحد معايير المجالس لتصبح أكثر ملائمة مع معايير المجلس الآخر، مصدرين معاً معايير جديدة. بعض المشاريع قصيرة الأمد والإجراءات المتخذة مدرجة بالأسفل. 
1. تقرير القطاع:  معيار جديد، معايير إعداد التقارير المالية العالمي رقم 8، صدر في عام 2006.
2. خيار القيمة العادلة: عُدِّلت أساسيات المحاسبة المتفقة عموماً للولايات المتحدة لتشمل خيار القيمة العادلة في عام 2007.
3. المخاطر المشتركة: صدرت الترتيبات المشتركة ضمن معايير إعداد التقارير المالية العالمي رقم 11 في عام 2011.
4. ضريبة الدخل: نُشرت مسوة التعرّض المشترك في عام 2009. [11]

أُدخل تحديث لمذكرة التفاهم لعام 2008 مشاريع تقارب على المدى البعيد، تشمل التالي.
1. إلغاء الاعتراف: أصدر كلا المجلسين تعديلات لمعايير المحاسبة الخاصة بهم.
2. قياس القيمة العادلة: صدر تصريح رقم 257 لمجلس معايير المحاسبة المالية ورقم 13 لمعايير إعداد التقارير المالية العالمي في عام 2011.
3. أدوات مالية بسمات حقوق الملكية: أُصدرت ورقة مناقشة مشتركة.
4. الاعتراف بالإيرادات: أصدرت المجالس مقترحات مشتركة في عام 2010.

في تقرير مشترك نشر في عام 2012، صرّح مجلس معايير المحاسبة الدولي ومجلس معايير المحاسبة المالية أنّ معظم المشروعات الصغيرة الأمد المحددة في مذكرة التفاهم قد اكتملت، ويجري الآن وضع أولوية أكبر للمشاريع طويلة الأمد.  

## الحافز
تشمل الدوافع لتحقيق التقارب الاعتقاد بأنّه سيؤدي لزيادة قابلية المقارنة بين البيانات المالية، مما سيفيد عدداً من أصحاب المصلحة. على سبيل المثال، يعتقد مجلس معايير المحاسبة المالية أن «المستثمرين، الشركات، مدققي الحسابات، والمشاركين الآخرين في نظام التقارير المالية للولايات المتحدة» سيستفيدون من المعايير المتقاربة لأنها ستؤدي لزيادة قابلية المقارنة بين البيانات المالية للشركات المختلفة. 
ذكر تقرير أصدره برايس ووتر هاوس كووبرز  PricewaterhouseCoopers (PwC) في عام 2008 أن تقارب معايير المحاسبة سيساهم في تدفق الاستثمار الدولي ويفيد «جميع أصحاب المصلحة في أسواق رأس المال» لأنه:
1. يجعل الاستثمارات الدولية أكثر قابلية للمقارنة للمستثمرين.
2. يقلل من تكلفة الامتثال لمتطلبات المحاسبة للشركات العالمية.
3. من المحتمل أن ينشئ نظام محاسبة أكثر شفافية مع مساءلة أكبر.
4. يقلل من «التحديات العملية» لشركات المحاسبة؛ و
5. يعطي واضعي المعايير فرصةً «لتحسين نموذج الإبلاغ».

إضافةً لذلك، وجد استبيان أُجري من قبل الاتحاد الدولي للمحاسبين أنّ 89% من القادة في مجال مهنة المحاسبة الذين أجابوا عن الاستبيان وضّحوا أن التقارب إمّا أنه مهم جداً أو مهم للنمو الاقتصادي لبلدانهم.

## الانتقادات
انتُقد الهدف والعديد من الخطوات المقترحة لتحقيق تقارب معايير المحاسبة من قبل أفراد ومنظمات عديدة. على سبيل المثال، في عام 2006  دعا كبار الشركاء في برايس ووترهاوس كوبرز (PwC) أنّ التقارب «مؤجل حتى أجل غير مسمى» في مسودة، مطالبين مجلس معايير المحاسبة الدولي بالتركيز بدلاً عن ذلك على تحسين مجموعة المعايير الخاصة به. 
وبشكل خاص، أطلق شيام سوندر من مدرسة يال للإدارة أن الصلة بين التقارب وقابلية المقارنة «مبالغ فيها»، في حين أُشير إلى تكلفة وسرعة التبني على أنّها أكثر الانتقادات شيوعاً لمخطط تقارب المجلس الأعلى للتعليم (إس إي سي) لعام 2008، والتي تحدد معالم قد تؤدي إلى اعتماد إلزامي لمعايير التقارير المالية الدولية في عام 2014.

### طبيعة المعايير
تتركز الانتقادات الأخرى حول طبيعة المعايير المتقاربة. على سبيل المثال، يشعر بعض النقّاد بالقلق من أنّ التقارب سيزيد من استخدام محاسبة القيمة العادلة. 
أشار نقّاد أخرون إلى أوجه القصور في المعايير القائمة على القواعد والمعايير المستندة إلى مبادئ كأسباب لذلك. تسمح المعايير المستندة إلى المبادئ «بتفسيرات مختلفة للمعاملات (الصفقات) المماثلة»، ووصفت أيضاً أنّها «أقل دقة»، بينما تحوي المعايير القائمة على القواعد على مزيد من الاستثناءات وتستخدم قواعد واضحة وتفاصيل دقيقة للتعامل مع «أكبر عدد ممكن من الحوادث الطارئة المحتملة». أوضح كبار شركاء PwC المذكورين أعلاه أنّ التقارب سيؤدي لنظام محاسبة بقوانين أكثر من المطلوب للشركات الغير مسجّلة في الولايات المتحدة، بينما ينتقد النقاد الآخرون بشكل معاكس الطبيعة القائمة على المبادئ لمعايير إعداد التقارير المالية الدولية كونها تجعل من الصعب على مُعدّي البيانات المالية الدفاع ضد الدعاوى القضائية.

## التاريخ

### في الخمسينيات والستينيات
فكرة التقارب لها جذور في خمسينيات القرن العشرين، كانت استجابةً لتكامل اقتصادي أكبر وتدفقات رأسمالية دولية بعد الحرب العالمية الثانية. قبل التسعينيات، اتخذ التقارب شكل المواءمة (التجانس)، أي تقليل الاختلافات بين المعايير المحاسبية المختلفة والمستخدمة دولياً. 
في المؤتمر الدولي الثامن للمحاسبين الذي استضافه المعهد الأمريكي للمحاسبين المعتمدين  عمومياً AICPA  في عام 1962، أوضح العديد من المشاركين الحاجة لتطوير معايير المحاسبة على أساس دولي؛ أعاد المعهد في نفس العام  تنشيط لجنة العلاقات الدولية، والتي هدفت لتحسين التعاون بين المحاسبين على مستوى العالم.

### في السبعينيات والتسعينيات
تأسست لجنة معايير المحاسبة الدولية (IASC)، سليفة مجلس معايير المحاسبة الدولية (IASB) في عام 1973 بهدف تطوير معايير المحاسبة والترويج لها دولياً؛ وبحلول عام 1987 أصدر لجنة معايير المحاسبة الدولية 25 معياراً، وبحلول أواخر الثمانينيات كان هناك «اهتمام عالمي» بالحاجة للتقارب. 
في عام 1991، حدد مجلس معايير المحاسبة المالية FASB بشكل رسمي الهدف من تطوير مجموعة عالمية الاستخدام لمعايير المحاسبة، وفي السنوات اللاحقة تعهد مجلس معايير المحاسبة المالية ولجنة معايير المحاسبة الدولية بالقيام بمشاريع مختلفة  لإنشاء أساس للتقارب. في عام 1996، أصبح مرسوم تحسين أسواق الأوراق المالية الوطني قانوناً؛ أوضح القانون عن دعمه للجهود المبذولة لتحقيق التقارب وطلب من المجلس الأعلى للتعليم SEC إعلام الكونغرس حول التقدم المحرز نحو تحقيق التقارب. 

### في العقد الأول من القرن الواحد والعشرون
أُعيد تشكيل لجنة معايير المحاسبة الدولية في مجلس معايير المحاسبة الدولي في عام 2001، وبدأ مجلس معايير المحاسبة المالية ومجلس معايير المحاسبة الدولي العمل من أجل تحقيق التقارب في عام 2002، موضحَين التزامهم بالتقارب في اتفاقية نورووك والتعهّد بجعل معاييرهم «منسجمةً في أقرب وقت ممكن عملياً» والحفاظ على الانسجام (التوافق) عبر تنسيق البرامج المستقبلية. في الاتحاد الأوروبي EU، أقرّ البرلمان الأوروبي لائحة في يوليو 2002 تطلب من الشركات المدرجة في الاتحاد الأوروبي إعداد بياناتها المالية الموحدة وفقاً لمعايير التقارير المالية الدولية بدءاً من عام 2005. 
وقع كلّ من مجلس معايير المحاسبة الدولي ومجلس معايير المحاسبة المالي مذكرة تفاهم في عام 2006 والتي وضعت التووجيهات بشأن مشاريع التقاربي وحددت أهداف قصيرة الأمد مثل إصدار معايير متقاربة بخصوص دمج الأعمال بحلول عام 2008. تمّت مراجعة العمل من أجل تحقيق الأهداف في عام 2008، ونُشر تقرير مرحلي حدد أيضاً الخطوات اللاحقة لكل موضوع خاص بالتقارب. اجتمع مجلس معايير المحاسبة المالي ومجلس معايير المحاسبة الدولي مرةً أخرى في عام 2009 واتفقا على  «تكثيف جهودهما» في العمل على تحقيق أهداف مذكرة التفاهم، مع وضع الخطط والأهداف المستقبلية.

### في العقد الثاني من القرن الحالي
بدأت المماطلة في تحقيق التقارب بين معايير إعداد التقارير المالية الدولي ومبادئ المحاسبة المقبولة عموماً في الولايات المتحدة في عام 2012، مع اقتراح مجلس معايير المحاسبة الدولي بأنّه لم يعد يسعَ إلى التقارب مبادئ المحاسبة المقبولة عموماً في الولايات المتحدة.    في عام 2013، كتب خمسة عشر من أكبر البنوك في الولايات المتحدة، بما في ذلك بنك الشركة الأميركية أمريكا كوربوريشن، شركة وان كابيتال المالية، شركة سيتيغروب، وجي بي مورغان تشيس وشركاؤه، مورغان ستانلي  وويلز فارغو وشركاؤه، رسالةً إلى رؤساء مجلس معايير المحاسبة المالي ومجلس معايير المحاسبة الدولي يشجعون فيها المجالس على حل خلافاتهم حول معايير المحاسبة لخسائر الائتمان.
بحلول عام 2013، طلبت أكثر من 100 سلطة قضائية استخدام معايير إعداد التقارير المالية الدولي لجميع أو معظم الكيانات الخاصعة للمساءلة العامة في أسواق رؤوس أموالها، وتعهّدت 115 ولاية بالتزامات عامة تدعم تقارب معايير المحاسبة. 